# Maciej Jachowski
Maciej Jachowski (ur. 8 lipca 1977 w Warszawie) – polski aktor i wokalista.

## Życiorys
W latach 2007–2015 grał Ireneusza Podleśnego w serialu TVP2 M jak miłość. Pojawił się w serialach: TVN 39 i pół (2009), Polsatu Samo życie (2009), TVP2 Na dobre i na złe (2010). W serialu TVN Na Wspólnej występował jako Piotr Czubak (2010–2012). Wcielił się również w rolę prezesa Andrzeja Romanowskiego w serialu TVP2 Barwy szczęścia (2020).
Na wielkim ekranie debiutował rolą Krzysztofa w filmie fabularnym Fenomen (2010).
W 2009 został finalistą piątej edycji programu rozrywkowego Polsatu Jak oni śpiewają i był uczestnikiem szóstej, mistrzowskiej edycji konkursu Jak oni śpiewają – Pojedynek Mistrzów. Brał udział również w dwunastej edycji programu TVN Taniec z gwiazdami (2010).

## Filmografia
- 2007–2015: M jak miłość – Ireneusz Podleśny
- 2009: Samo życie – uczestnik nielegalnych wyścigów samochodowych
- 2009: 39 i pół – bankowiec (odc. 29)
- 2010: Na dobre i na złe – Kamil, asystent Renaty (odc. 405)
- 2010–2012: Na Wspólnej – Piotr Czubak
- 2010: Fenomen – Krzysztof
- 2011: Och, Karol 2 – współpracownik Karola
- 2012: Ścinki – pacjent katatonik
- 2012: Barwy szczęścia – aktor (odc. 737)
- 2013: Ojciec Mateusz – ochroniarz Wojtek Milewicz (odc. 124)
- 2013: Hotel 52 – pilot Jacek (odc. 79)
- 2014: Lekarze – Józef Ziętara Ziutek handlarz, kolega Ordy (odc. 42, 45, 49)
- 2014: Krew z krwi – mecenas Kucharski, obrońca Wiktora (odc. 1–2)
- 2015: Pakt – rzecznik prasowy Hydro (odc. 1)
- 2015: Komisarz Alex – Wiktor Redlicki (odc. 84)
- 2016: Singielka – prawnik Aleksander Jaworski (odc. 148, 154, 168–170, 184–185)
- 2016: Przyjaciółki – Kamil (odc. 88–89)
- 2016: Ojciec Mateusz – oficer ABW (odc. 207)
- 2016: Na noże – dziennikarz (odc. 5–6)
- 2017: Serce nie sługa – Krzysiek
- 2017: Listy do M. 3 – mężczyzna w parku
- 2018: Komisarz Alex – manager zespołu (odc. 140)
- 2018: Kobiety mafii – adwokat Żywego
- 2018: Diagnoza – prezenter (odc. 26)
- 2019: Zawsze warto – barman (odc. 7)
- 2020–2022: Barwy szczęścia – Andrzej Romanowski, prezes Fit Zdrowie
- 2020: Na Wspólnej – Maksymilian Gontarski (odc. 3124, 3135, 3139)
- 2021: Cień – Marek Jastrzębski (odc. 6)
- 2021: BrzydUla – Seweryn (odc. 183–185)
- 2022: Orlęta. Grodno ’39 – oficer rezerwy
- 2023: Raport Pileckiego – major Włodarkieiwcz
- 2023: Ojciec Mateusz – prokurator Wojciech Lanc (odc. 373)
- 2023: Korona królów. Jagiellonowie – Dtypold
- 2023: Grunwald 1410 – Dypold
- 2024: Czerwone maki – kapitan Drelicharz